# Піддубенські частівки
«Поддубенські частівки» (рос. Поддубенские частушки) — радянський комедійний художній фільм-спектакль 1957 року, знятий режисером Гербертом Раппопортом, на кіностудії «Ленфільм». Екранізація оповідання Сергія Антонова «Піддубенські частівки. З нотаток землевпорядника». Прем'єра фільму відбулася 6 липня 1957 року. Один з лідерів кінопрокату СРСР, фільм подивилося 20 900 000 глядачів.

## Сюжет
В основі фільму — однойменний спектакль драматичної студії Ленінградського Палацу культури ім. Кірова про молодь села Піддубки одного з підмосковних колгоспів. Музична комедія про молодих колгоспників, які складали частівки на злобу дня. Колгосп, що відстає, який треба підіймати, «стурбовані» відсутністю кавалерів — наречених доярки, відсутність культури в селі… У колгосп приїжджає землевпорядник, який мріє клуб-руїну перетворити в Палац, виростити таланти. У селі Піддубки живе і трудиться весела життєрадісна молодь. Славиться вона всюди своїми частівками: пустотливі й ліричні, задумливі й сумні, задерикуваті та гострі звучать вони всюди з раннього ранку до пізньої ночі. Хто ж їх складає?… Це питання хвилює приїжджого землевпорядника Андрія Петровича — збирача частівок, турбує тракториста Гришу, безнадійно закоханого у саму юну виконавицю частівок Наташу Голубєву. Не дають спокою «критичні» частівки й голові колгоспу Боровому, який без відома колгоспників наказав зламати нову птахоферму, яка опинилася після об'єднання двох колгоспів посеред поля…

## У ролях
- Л. Степанов —  Семен, демобілізований будівельник
- Олена Рокотова —  Люба, пташник
- Світлана Карпінська —  Наташа, пташник підмосковного колгоспу
- Михайло Мудров —  Василь Степанович Боровий, голова колгоспу
- А. Мазуріна —  дружина голови колгоспу Борового
- Р. Суворова —  Настасья Василівна, дочка голови колгоспу, інструктор райкому
- Євген Баскаков —  Андрій Петрович, землемір
- Євгена Орлова —  бабка Марія Овсіївна
- В'ячеслав Тимофєєв —  Гриша, механізатор
- Є. Виниченко —  Феня, пташник
- Галина Мочалова —  Валя, пташник
- Сергій Коковкин —  Єгор, механізатор і гармоніст
- Ю. Пугачовська —  чеська вчителька

## Знімальна група
- Автор сценарію —  Сергій Антонов
- Режисери —  Герберт Раппопорт
- Оператори —  Мойсей Магід, Лев Сокольський
- Художник —  Віктор Волін
- Композитор —  Микола Агафонніков